# Royal College of Art

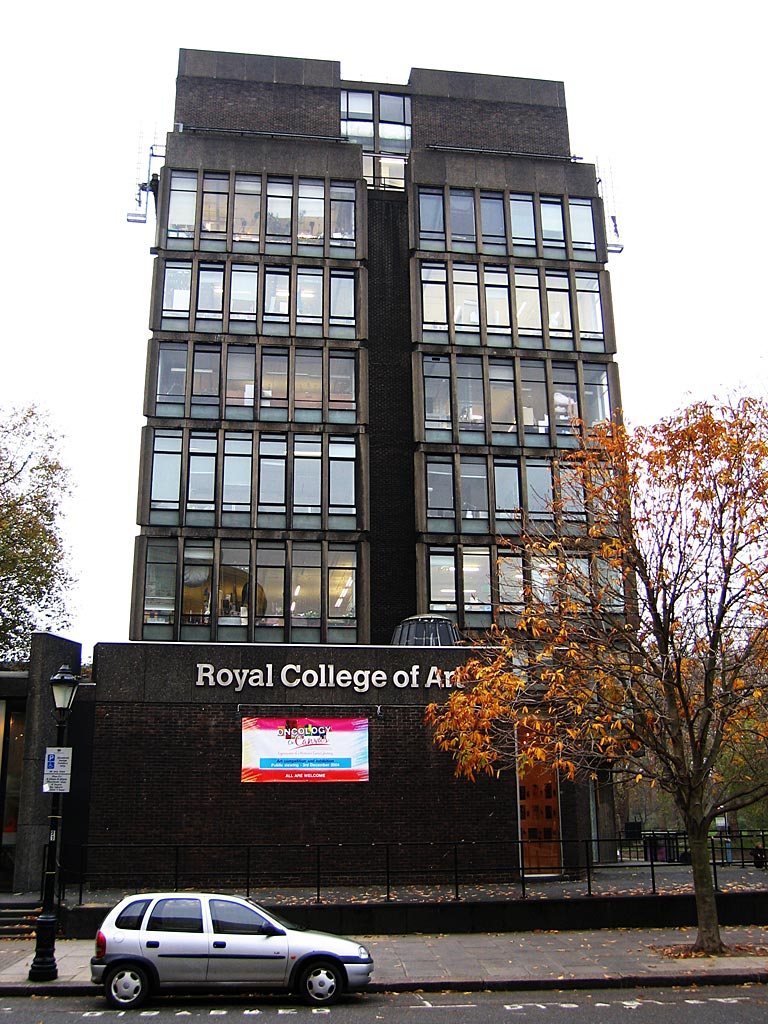
Das Royal College of Art

Das Royal College of Art (RCA) ist eine staatliche Forschungsuniversität für Kunst und Design in London und die weltweit einzige Universität für ausschließlich postgraduierte Studierende in diesem Bereich. Das RCA verfügt über drei Standorte in den Stadtteilen South Kensington, Battersea (in der Nähe des Battersea Park) und White City. In den QS World University Rankings belegte es 2019 Rang 1 als weltweit beste Hochschule für Kunst und Design im fünften Jahr in Folge; auch belegte es Rang 1 im BOF Ranking 2015 als global erfolgreichste Hochschule für Fashion. Die Universität bietet Abschlüsse als M.A., M.Phil., MRes und Ph.D. an.
Der Studiengang History of Design verläuft in Zusammenarbeit mit dem Victoria and Albert Museum; außerdem gibt es zwei duale MA-/MSc-Studiengänge in Design/Ingenieurwesen zusammen mit dem Imperial College London.
In der Nähe des RCA in Kensington befinden sich die Royal Albert Hall, das Royal College of Music, das Imperial College und der Hyde Park.

## Geschichte
Das College wurde 1837 unter dem Namen Government School of Design gegründet. 1853 wurde es zur National Art Training School und 1896 zum Royal College of Art. Im 19. Jahrhundert war wegen der Lage die Bezeichnung South Kensington School(s) geläufig.
Das Royal College of Art spielte eine maßgebliche Rolle bei der Entstehung der modernen Schule der britischen Bildhauerei in den 1920ern mit Studenten wie Barbara Hepworth und Henry Moore und bei der Entwicklung der Pop Art in den 1960ern mit Studenten wie Peter Blake und David Hockney.
Nach 130 Jahren bekam das Institut im Jahr 1967 den Status einer unabhängigen Universität.

## Einteilung
Mit Stand 2021 ist der Lehrbetrieb der Universität eingeteilt in die vier Institute:
- Architektur (School of Architecture)
- Künste und Geisteswissenschaft (School of Arts & Humanities)
- Kommunikation (School of Communication)
- Design (School of Design)

Für den Forschungsbetrieb gibt mit Stand 2021 fünf Forschungsinstitute:
- Materialwissenschaft (Materials Science Research Centre)
- The Helen Hamlyn Centre for Design, daran angegliedert das Design Age Institute, das sich mit Design für die alternde Bevölkerung befasst
- Informatik (Computer Science Research Centre)
- Design intelligenter Mobilität (Intelligent Mobility Design Centre)
- Robotik (RCA Robotics Laboratory), mit Schwerpunkten in Sensorik und Beweglichkeit

## Zahlen zu den Studierenden
Im Studienjahr 2022/2023 nannten sich von den 2985 Studenten des Royal College of Art 2110 weiblich (70,7 %) und 855 männlich (28,6 %). Von den 2.645 Studenten 2019/2020 waren 1.805 weiblich (68,2 %) und 835 männlich (31,6 %). 635 Studierende kamen aus England, 15 aus Schottland, 10 aus Wales, 515 aus der EU und 1.465 aus dem Nicht-EU-Ausland. 85 der Studierenden strebten 2019/2020 ihren ersten Studienabschluss an, sie waren also undergraduates. 2.565 arbeiteten auf einen weiteren Abschluss hin, sie waren postgraduates. Davon arbeiteten 175 in der Forschung.
2019 waren etwa 2.100 Studierende aus über 70 verschiedenen Ländern eingeschrieben.

## Bekannte Absolventen
- Frank Auerbach (1931–2024), deutsch-britischer Maler
- Christopher Bailey (* 1971), britischer Modedesigner
- Christiane Baumgartner (* 1967), deutsche Künstlerin
- Peter Blake (* 1932), britischer Maler
- Tord Boontje (* 1968), niederländischer Designer
- Tim Brown (* 1962), britischer Industriedesigner
- George Burden (* 1939), britischer Designer und Hochschullehrer
- Victor Burgin (* 1941), britischer Künstler
- Sokari Douglas Camp (* 1958), nigerianische Bildhauerin
- Patrick Caulfield (1936–2005), britischer Maler
- Jake und Dinos Chapman, britische Künstler
- Tony Cragg (* 1949), englischer bildender Künstler
- Richard Deacon (* 1949), britischer Künstler
- Roger Dean (* 1944), britischer Designer
- Len Deighton (* 1929), britischer Historiker und Autor
- James Dyson (* 1947), britischer Staubsauger-Designer
- Frauke Eigen (* 1969), deutsche Fotografin
- Tracey Emin (* 1963), türkisch-britische Künstlerin
- Hamish Fulton (* 1946), britischer Fotograf
- Konstantin Grcic (* 1965), deutscher Designer
- Murat Günak (* 1957), deutsch-türkischer Automobil-Designer
- Barbara Hepworth (1903–1975), britische Bildhauerin
- Hilda Hewlett (1864–1943), Pilotin und Gründerin der ersten englischen Flugschule
- David Hockney (* 1937), britischer Maler
- Phillip King (1934–2021), britischer Bildhauer
- R. B. Kitaj (1932–2007), US-amerikanischer Maler
- Peter Mönnig (* 1955), deutscher Bildhauer
- Henry Moore (1898–1986), englischer Bildhauer
- Malcolm Morley (1931–2018), britischer Maler
- Jasper Morrison (* 1959), englischer Designer
- Stephen D. Nash (* 1954), englischer Tierzeichner
- Peter Phillips (1939–2025), Pop-Art-Maler
- Bridget Riley (* 1931), englische Malerin
- Peter Schreyer (* 1953), deutscher Automobil-Designer
- Ridley Scott (* 1937), britischer Regisseur
- Tony Scott (1944–2012), britischer Regisseur
- Jerszy Seymour (* 1968), kanadischer Designer
- Stefan Sielaff (* 1962), deutscher Automobil-Designer
- Storm Thorgerson (1944–2013), britischer Designer
- Joe Tilson (1928–2023), britischer Maler
- Philip Treacy (* 1967), irischer Modist und Designer